# Copa Intercontinental de 1962
A terceira edição da Copa Intercontinental ocorreu em 1962. Foi disputada em duas partidas entre o campeão europeu e o campeão sul-americano nos dias 19 de setembro de 1962 e 11 de outubro. Nesse ano, pela primeira vez, os clubes participantes eram de países lusófonos: Brasil e Portugal.
O campeão foi o Santos, que conquistou esse título pela primeira vez na ocasião. A majestosa equipe liderada por Pelé não deu nenhuma chance ao Benfica de Eusébio. Com duas vitórias, o time da Vila Belmiro venceu o torneio, com grande destaque no segundo jogo, em Portugal, onde o Santos venceu por um expressivo 5-2 em pleno Estádio da Luz, em Lisboa
Em 27 de outubro de 2017, após uma reunião realizada na Índia, o Conselho da FIFA reconheceu os vencedores da Copa Intercontinental como campeões mundiais.

## Sobre os times
O clube português Benfica apresentava-se como bicampeão da Liga dos Campeões da UEFA e como repetente dessa competição, buscando o título. Já o Santos participava pela primeira vez e foi o primeiro time brasileiro a vencer a Libertadores da América.
O Benfica vinha com uma goleada de 5–3 no pentacampeão europeu Real Madrid e apresentava grandes expectativas de vitória. Por outro lado, o Santos apresentava bons resultados contra o Peñarol: ganhou de 2–1 no primeiro jogo, perdeu o segundo por 3–2 e goleou o time uruguaio por 3–0 no jogo de desempate. Ambos lutaram pelo título de campeão mundial.

## Equipes classificadas
| Confederação | Equipe  | Classificação                                   | Participação |
| ------------ | ------- | ----------------------------------------------- | ------------ |
| CONMEBOL     | Santos  | Campeão da Copa Libertadores da América de 1962 | 1ª           |
| UEFA         | Benfica | Campeão da Taça dos Campeões Europeus 1961-62   | 2ª           |

## Os jogos
Depois de colecionar canecos em 1962 (Paulista, Brasileiro e Libertadores), ainda faltava a cereja no bolo do Santos: a Copa Intercontinental. Na época, o campeonato era disputado em duas partidas, uma em cada país. Se permanecesse a igualdade em pontos, não em gols, haveria uma terceira partida na casa do time que fazia o segundo jogo. Naquela decisão, Santos e Benfica iriam ver quem era o melhor time do mundo. Do lado brasileiro, o esquadrão que estava na ponta da língua dos torcedores de todo país, que jogava o fino da bola e tinha Pelé. Do lado português, outro esquadrão, que era bicampeão europeu e havia vencido o Real Madrid na decisão da Liga dos Campeões por 5 a 3. A estrela do time de Lisboa era o “Pantera Negra” Eusébio, um monstro da bola.
O primeiro jogo foi no Brasil, com o Maracanã lotado com mais de 90 mil pessoas. A arrecadação de Cr$ 31.205.110,00, equivalente em janeiro de 2021 a mais de 4 milhões de reais, foi recorde para qualquer estádio de futebol brasileiro até então. O valor foi revertido inteiramente para o Santos Futebol Clube. Nessa primeira partida, não eram apenas santistas. Eram alvinegros, tricolores, rubro-negros. Ao contrário do que vemos hoje, na época, o Santos tinha a torcida de todos, afinal, era um time do Brasil em campo, e o respeito era outro. Hoje, tal fato é inimaginável. O jogo foi duro e disputado, mas o Santos venceu por 3 a 2, com gols de Pelé (2) e Coutinho, com Santana (2) descontando para o time português. Era hora de cruzar o Atlântico para o jogo de volta.
O Estádio da Luz, em Lisboa, estava lotado (75.000 espectadores), com renda de aproximadamente Cr$ 60 milhões, revertida por inteiro em favor do Benfica. Os portugueses, animados com a dureza que o Benfica impusera ao Santos no Brasil, tinham a certeza de que haveria uma terceira partida, tanto é que até os ingressos já estavam prontos. Eles estavam muito confiantes da vitória. Porém, esqueceram de avisar aquela torcida que do outro lado estava o Santos. “O” Santos de Pelé, Coutinho, Pepe e companhia. E que o esquadrão alvinegro da Vila Belmiro faria naquela partida uma das maiores exibições de um time de futebol na História. O Peixe jogou muito, mas muito mesmo, e não deu chance alguma ao rival em qualquer momento. A superioridade do Santos foi inquestionável, do início ao fim. Pelé fez logo dois gols, aos 15´ e aos 27´. O segundo foi magistral, pois Pelé driblou toda a defesa do Benfica e chutou de maneira forte e indefensável. Entre um gol e outro, aos 25´, Pelé ainda marcou mais um, corretamente anulado por impedimento. 
Já na segunda etapa, aos 3`, após sucessivos dribles de Pelé sobre três marcadores, Coutinho recebeu o passe e fez o terceiro. Aos 19´, Pelé driblou três adversários e o goleiro, fazendo o quarto. A jogada foi espetacular e foi ovacionada. Por fim, Pepe, aos 22`, fechou o caixão: 5 a 0, placar acachapante. O Benfica ainda fez dois gols, para não ficar tão feio, nos minutos finais do jogo, mas era tarde: Santos 5×2 Benfica. O time brasileiro conquistava pela primeira vez em sua história o título de campeão da Copa Intercontinental. Após o apito final, os torcedores portugueses aplaudiram calorosamente a equipe brasileira, reconhecendo a legitimidade do triunfo. O gramado foi invadido e o público lusitano arrancou as camisas brancas dos atletas brasileiros como recordação. Era o maior feito mundial alcançado por uma equipe brasileira e a consagração que aqueles brilhantes jogadores precisavam e mereciam. Atingia-se o ápice para o mundo conhecer de vez o time de Pelé e companhia.

Times do Santos e Benfica na Copa Intercontinental de 1962.

## Chaveamento
|  | A Classificação[NOTA] | A Classificação[NOTA] | A Classificação[NOTA] | A Classificação[NOTA] |   |         | Copa Intercontinental 1962 | Copa Intercontinental 1962 | Copa Intercontinental 1962 | Copa Intercontinental 1962 |
|  |                       |                       |                       |                       |   |         |                            |                            |                            |                            |
|  | Benfica               | 5                     | –                     | –                     |   |         |                            |                            |                            |                            |
|  | Real Madrid           | 3                     | –                     | –                     |   |         |                            |                            |                            |                            |
|  | Real Madrid           | 3                     | –                     | –                     |   | Benfica | 2                          | 2                          | –                          |                            |
|  |                       |                       |                       |                       |   | Benfica | 2                          | 2                          | –                          |                            |
|  |                       | Santos                | 3                     | 5                     | – |         |                            |                            |                            |                            |
|  | Santos                | Santos                | 3                     | 5                     | – | 2       | 2                          | 3                          |                            |                            |
|  | Santos                |                       |                       |                       |   | 2       | 2                          | 3                          |                            |                            |
|  | Peñarol               | 1                     | 3                     | 0                     |   |         |                            |                            |                            |                            |

Notas
- NOTA^  Essas partidas não foram realizadas pela Copa Intercontinental. Ambas as partidas foram realizadas pelas finais da Liga dos Campeões da Europa e Copa Libertadores da América daquele ano.

## Finais
Partida de ida
| 19 de setembro de 1962 | Santos                       | 3 – 2 | Benfica          | Maracanã, Rio de Janeiro                                            |
| 21:00 h (UTC-3)        | Pelé 31', 85' · Coutinho 64' |       | Santana 58', 87' | Público: 85 459 Renda: Cr$ 31.205.110,00 Árbitro: PRY Rubén Cabrera |

|  | Santos | Benfica |

| SANTOS:    |  |           |
|            |  |           |
| G          |  | Gilmar    |
| LD         |  | Lima      |
| Z          |  | Mauro     |
| Z          |  | Calvet    |
| LE         |  | Dalmo     |
| M          |  | Mengálvio |
| M          |  | Zito      |
| A          |  | Dorval    |
| A          |  | Coutinho  |
| A          |  | Pelé      |
| A          |  | Pepe      |
| Treinador: |  |           |
| Lula       |  |           |

| BENFICA:       |  |              |
|                |  |              |
| G              |  | Rita         |
| LD             |  | Ângelo       |
| Z              |  | Humberto     |
| Z              |  | Raúl         |
| LE             |  | Cruz         |
| M              |  | Simões       |
| M              |  | José Augusto |
| A              |  | Santana      |
| A              |  | Eusébio      |
| A              |  | Coluna       |
| A              |  | Cavém        |
| Treinador:     |  |              |
| Fernando Riera |  |              |

2° jogo
| 11 de outubro de 1962 | Benfica                   | 2 – 5 | Santos                                     | Estádio da Luz, Lisboa (Portugal)         |
|                       | Eusébio 85' · Santana 89' |       | Pelé 15' 25' 64' · Coutinho 48' · Pepe 77' | Público: ≈75,000 Árbitro: Pierre Schwinte |

|  | Benfica | Santos |

| BENFICA:       |  |               |
|                |  |               |
| G              |  | Costa Pereira |
| LD             |  | Jacinto       |
| Z              |  | Germano       |
| Z              |  | Raúl          |
| LE             |  | Cruz          |
| M              |  | Simões        |
| M              |  | José Augusto  |
| A              |  | Santana       |
| A              |  | Eusébio       |
| A              |  | Coluna        |
| A              |  | Cavém         |
| Treinador:     |  |               |
| Fernando Riera |  |               |

| SANTOS:    |  |          |
|            |  |          |
| G          |  | Gilmar   |
| LD         |  | Olavo    |
| Z          |  | Mauro    |
| Z          |  | Calvet   |
| LE         |  | Dalmo    |
| M          |  | Lima     |
| M          |  | Zito     |
| A          |  | Dorval   |
| A          |  | Coutinho |
| A          |  | Pelé     |
| A          |  | Pepe     |
| Treinador: |  |          |
| Lula       |  |          |

## Campeão
| Copa Intercontinental de 1962 |
| ----------------------------- |
| Santos Campeão (1º título)    |

## Artilharia
| Jogador      | Clube          | Gols |
| ------------ | -------------- | ---- |
| Pelé         | Santos         | 5    |
| Santana      | Benfica        | 3    |
| Coutinho     | Santos         | 2    |
| Eusébio Pepe | Benfica Santos | 1    |

## Publicações
- "Donos da Terra - A História do Primeiro Título Mundial do Santos (2007)"

Odir Cunha, Realejo Edições, CDD 796.33406081612